# Czas zemsty, czas miłości
Czas zemsty, czas miłości (port. Ouro Verde) – portugalska telenowela emitowana w 2017 roku przez telewizję TVI.

## Wersja polska
W wersji polskiej serial emitowany jest od 8 marca 2018 w iTVN, dostępnym poza granicami kraju. Od 11 maja 2020 odcinki serialu od poniedziałku do piątku o 9.00 pojawiają się na platformie Player.

## Obsada
- Diogo Morgado jako José Maria Magalhães (Zé Maria)/Jorge Monforte
- Joana de Verona jako Beatriz Ferreira da Fonseca (Bia)
- Luís Esparteiro jako Miguel Ferreira da Fonseca
- Ana Sofia Martins jako Vera Andrade
- Sílvia Pfeifer jako Mónica Brandão Ferreira da Fonseca
- Manuela Couto jako Amanda Nascimento Ferreira da Fonseca
- Nuno Homem de Sá jako Otelo Monteiro/Ferreira da Fonseca
- Dina Félix da Costa jako Rita Ferreira da Fonseca
- Isabel Medina jako Maria Teresa Cunha Teles
- Pedro Carvalho jako Tomás Ferreira da Fonseca
- Nuno Pardal jako António Ferreira da Fonseca
- Susana Arrais jako Jéssica Andrade
- Pedro Hossi jako Hadjalmar Andrade (Hadja)
- Inês Nunes jako David/Catarina Nascimento
- Fredy Costa jako Tiago Andrade
- Úrsula Corona jako Valéria de Scarpa
- Sofia Escobar jako Inês Santiago
- Fernando Pires jako Gonçalo Santiago
- Sofia Grillo jako Paula Sampaio
- Vítor D'Andrade jako Lúcio Sampaio
- Mafalda Marafusta jako Cátia Sampaio
- Sofia Nicholson jako Judite Sampaio
- José Wallenstein jako Joaquim Fernandes
- Ângelo Torres jako Padre Sebastião
- Ana Saragoça jako Laurinda
- Zezé Motta jako D. Nénem
- Pedro Lamares jako Francisco Dias Pimentel
- Adriano Toloza jako Edu
- Thaiane Anjos jako Aparecida Fagundes
- Bruno Cabrerizo jako João Laurentino da Silva
- Cassiano Carneiro jako Edson Fagundes
- Rodrigo Paganelli jako Salvador Ferreira da Fonseca
- Mónica Duarte jako Mafalda Ferreira da Fonseca
- Júlia Palha jako Sancha Ferreira da Fonseca
- João Correia jako Bernardo Ferreira da Fonseca
- Daniela Melchior jako Cláudia Andrade
- Diogo Branco jako Sérgio Sampaio
- Ema Melo jako Sol Santiago Andrade
- Gonçalo Oliveira jako Guilherme Simões
- Sofia Franco jako Nadine Santos
- Dylan Miguel jako Henrique Silva Andrade
- Paulo Pires jako João Magalhães
- João Craveiro jako Pezão
- Sílvia Rizzo jako Madalena Magalhães